# آلان تالفيرن
آلان تالفيرن (بالإنجليزية: Alan Tilvern)‏ هو ممثل بريطاني، ولد في 5 نوفمبر 1918 في المملكة المتحدة، وتوفي في 17 ديسمبر 2003 بلندن في المملكة المتحدة.

## أعمال

### أفلام
- (1966) الخرطوم
- (1975) الحب والموت
- (1978) سوبرمان[6][7]
- (1982) فايرفوكس[8]
- (1988) من ورط الأرنب روجر

## وصلات خارجية
- آلان تالفيرن على موقع IMDb (الإنجليزية)
- آلان تالفيرن على موقع ألو سيني (الفرنسية)
- آلان تالفيرن على موقع أول موفي (الإنجليزية)
- آلان تالفيرن على موقع قاعدة بيانات الأفلام السويدية (السويدية)
- آلان تالفيرن على موقع قاعدة بيانات الفيلم (الإنجليزية)
- آلان تالفيرن على موقع كينوبويسك (الروسية)